# Università statale del Washington

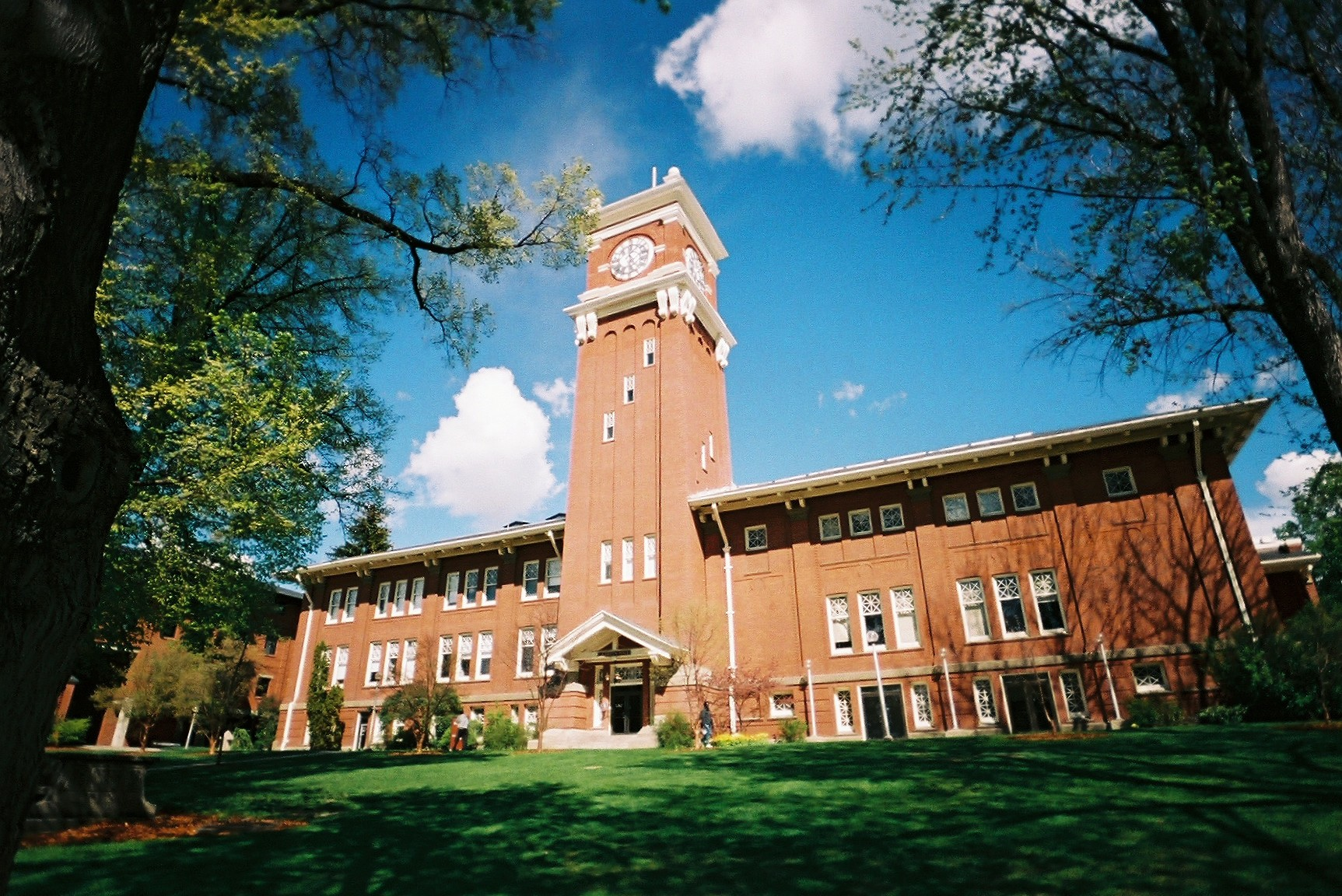
Byran Hall.

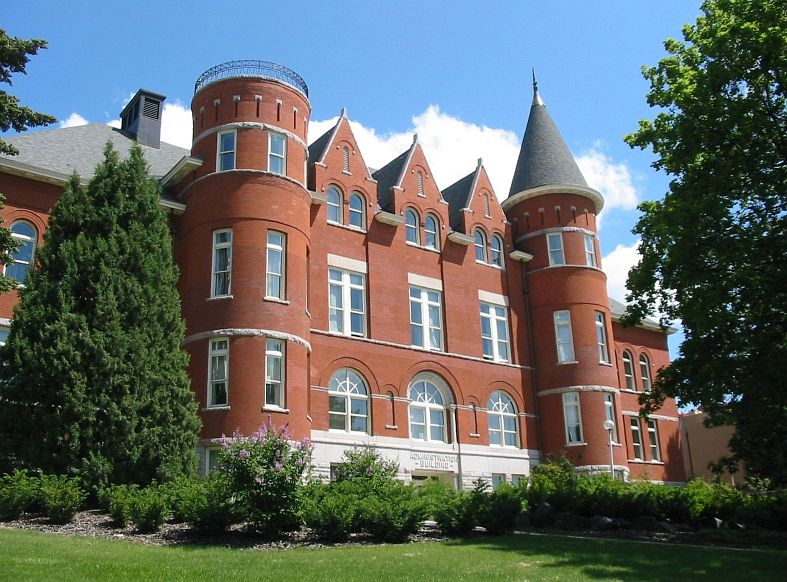
Thompson Hall.

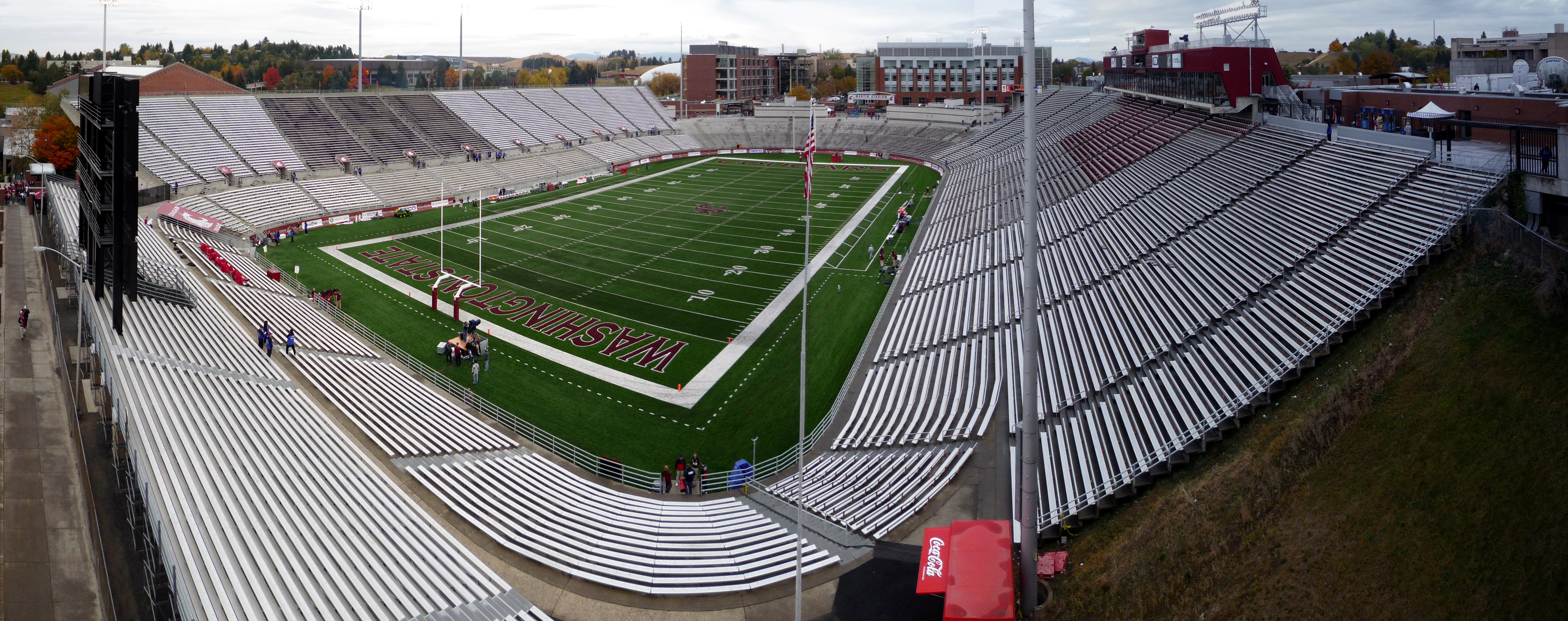
Martin Stadium.

La Washington State University (WSU) è un'università pubblica di ricerca con sede a Pullman, nella regione di Palouse. Essa ha anche dei campus a Spokane, Richland e Vancouver ed altri istituti di ricerca in altre città dello Stato.

## Storia
Fondata nel 1890, la WSU è la più grande università statale, con indirizzo alle scienze agricole e della coltivazione della terra, e conferisce lauree, master, dottorati e diplomi professionali, e offre oltre 200 campi di studio.
L'università è conosciuta per i suoi programmi in medicina veterinaria, agricoltura, scienza animale, scienze alimentari, piante, architettura, neuroscienze, giustizia penale e della comunicazione, atmosfera, chimica biologica, fisica e dispone di laboratori di ricerca su materiali in legno.
È una delle 96 università pubbliche e private degli Stati Uniti con "attività di ricerca molto elevata", come determinato dalla Carnegie Foundation for the Advancement of Teaching per la promozione della didattica. La WSU è compresa nella prima metà di università nazionali, al 106º posto, secondo US Nouvelles.